# Критерий на Нуселт
Критерият на Нуселт е безразмерна величина, която характеризира топлопредаването от флуид към стена.
Той е дефиниран като:
{\displaystyle {Nu}={\frac {\alpha \cdot L}{\lambda }}}.
- α – коефициент на топлопредаване, W/(m2·K)
- λ – коефициент на топлопроводност на флуида, W/(m·K)
- L – размер (напр. диаметър на тръба или височина на стена)

Името му идва от немския учен Вилхелм Нуселт. Nu се задава често под формата на критериално уравнение (т.е. зависимост от други „критерии“). Така например при принудена конвекция може да се изрази чрез критерия на Рейнолдс Re и критерия на Прандтл Pr:
{\displaystyle {Nu}=f(x,{Re},{Pr})}
Тук x е някаква геометрична величина (дължина и др.). При естествена конвекция може да се изрази чрез критерия на Rayleigh Ra:
{\displaystyle {Nu}=f(x,{Ra},{Pr})}.
От своя страна Ra е функция на критерия на Грасхоф Gr.
При турбулентно течение (за принудена конвекция при газове) в прави тръби и канали за Re > 10000 се използва например следното уравнение:
{\displaystyle {Nu}=0,021\epsilon _{1}{Re^{0,8}}{Pr^{0,43}}}
ε1 е коефициент, който зависи от диаметъра и дължината на тръбата.
Критерият на Нуселт е от значение при оразмеряването на топлообменници, определяне на топлинни загуби и др.